# Madness (The Rasmus)
Madness è un singolo del gruppo musicale finlandese The Rasmus, pubblicato il 31 dicembre 2001 come terzo estratto dal quarto album in studio Into.

## Tracce
CD singolo (Finlandia), download digitale
1. Madness (Radio Edit) – 3:12
2. Play Dead (Previously Unreleased) – 3:53 (Björk, David Arnold, John Wardle) – originariamente interpretata da Björk
3. Used to Feel Before (Previously Unreleased) – 4:24 (Petri Ilari Walli) – originariamente interpretata dai Kingston Wall
4. Chill (The Video as MPEG) – assente nell'edizione digitale

## Formazione
- Lauri Ylönen – voce
- Pauli Rantasalmi – chitarra
- Eero Heinonen – basso
- Aki Hakala – batteria

## Classifiche
| Classifica (2001) | Posizione massima |
| ----------------- | ----------------- |
| Finlandia         | 2                 |